# Nicholas Kohl
Nicholas Kohl (7 de octubre de 1998) es un deportista italiano que compite en remo. Ganó una medalla de plata en el Campeonato Europeo de Remo de 2024, en la prueba de cuatro sin timonel.

## Palmarés internacional
| Campeonato Europeo | Campeonato Europeo | Campeonato Europeo | Campeonato Europeo |
| Año                | Lugar              | Medalla            | Prueba             |
| ------------------ | ------------------ | ------------------ | ------------------ |
| 2024               | Szeged (Hungría)   | Medalla de plata   | Cuatro sin timonel |